# Człowiek bez imienia
Człowiek bez imienia (wł. Uomo senza nome, ang. Man with No Name) – postać fikcyjna, główny bohater „Trylogii dolarowej” Sergio Leone, grany przez Clinta Eastwooda. Jest rozpoznawalny dzięki ikonicznemu ponczo, brązowemu kapeluszowi, jasnobrązowym kowbojskim butom, zamiłowaniu do cygaretek i temu, że rzadko mówi. Chociaż postać ma imię w każdym filmie, nadal jest tradycyjnie znana jako „człowiek bez imienia”. Kiedy Clint Eastwood został uhonorowany nagrodą Amerykańskiego Instytutu Filmowego za całokształt twórczości w 1996 roku, Jim Carrey wygłosił mowę wprowadzającą i powiedział: „Człowiek bez imienia” nie miał imienia, więc moglibyśmy wypełnić własne. W 2008 roku Empire wybrał Człowieka bez imienia jako 43. największą postać filmową wszech czasów.

## Życiorys

### Za garść dolarów
Człowiek bez imienia szukając łatwego zarobku przybył do małego miasteczka San Miguel, które było kontrolowane przez dwa rywalizujące ze sobą gangi przemytników broni – rodziny Baxterów i Rojo. Mężczyzna zaprzyjaźnił się z właścicielem saloonu Silvanitem i grabarzem Piriperem, który nadał mu pseudonim „Joe”. Po otrzymaniu informacji o sytuacji w miasteczku Joe postanowił zostać członkiem gangu Rojo. Przywódca gangu, Don Miguel Rojo wziął Joego po tym jak ten zaprezentował niezwykłe umiejętności strzeleckie zabijając czterech członków gangu Baxterów, którzy wcześniej wystraszyli swojego konia, gdy po raz pierwszy wjechał do San Miguel. Joe wkrótce zauważył młodą kobietę o imieniu Marisol mieszkającą w hacjendzie Rojo, ale został ostrzeżony, aby trzymał się od niej z daleka.
Później Joe i Silvanito byli świadkami masakry meksykańskiego wojska eskortującego złoto przez Ramóna Rojo, najtwardszego i najokrutniejszego z trzech braci Rojo. Później Joe zabrał stamtąd dwa martwe ciała na cmentarz i sprzedał obu gangom informację, że tam ukrywają się dwaj ocalali meksykańscy żołnierze.  Podczas potyczki Baxterów i Rojo, Joe przeszukiwał hacjendę Rojo w poszukiwaniu skradzionego złota i przypadkowo ogłuszył Marisol. Wykorzystał to jako okazję, by ją dać Baxterom. W ten sposób Baxterowie mogli następnego dnia zwrócić Marisol do Rojo w zamian za schwytanego syna Johna Baxtera – Antonia.
Po tym, jak dowiedział się od Silvanita, że Ramón trzymał Marisol jako swoją kochankę pod groźbą zabicia jej męża i syna, Joe postanowił pomóc tej rodzinie uwolnić się od ich sytuacji i doprowadził ich do bezpiecznej ucieczki. Zapytany przez Marisol, czemu on to robi, Joe wyjaśnia, że znał innych będących w podobnej sytuacji co oni, lecz im nikt nie pomógł. Wkrótce jednak został odkryty przez Ramóna za oszustwo, a następnie brutalnie pobity przez jego ludzi. Joemu ostatecznie udało się uciec z Rojos dzięki pomocy Piripera i był świadkiem masakry całego gangu Baxterów z rąk Rojo celem poszukiwań Joego.
Po kilku dniach spędzonych na wyzdrowieniu po odniesionych obrażeniach w opuszczonej kopalni srebra Joe dowiedział się od Piripera, że Silvanito został schwytany przez braci Rojo, by wydobyć z niego informacje o miejscu pobytu Joe. Joe wrócił do San Miguel, aby zmierzyć się z Rojo i ocalić Silvanita. Chociaż Ramón postrzelił Joego kilka razy w serce, Joe w tajemniczy sposób podnosił się na nogi. Po zbliżeniu się do gangu Joe ujawnił, że pod ponczem ma na sobie stalową płytkę, a następnie zastrzelił gang, pozostawiając Ramona, i przestrzelił linię, na której wisiał Silvanito. Joe rzucił wyzwanie Ramónowi, kto szybciej przeładuje swą broń i zabije tego drugiego. W końcu Joe okazuje się być szybszy i zabija Ramóna. W tym samym czasie ukrywający się na górze Esteban Rojo celował w Joe, by go zabić, ale został w porę zastrzelony przez Silvanita.
Gdy San Miguel było wolne od gangów, Joe pożegnał się z Silvanitem i odjechał w swoją stronę.

### Za kilka dolarów więcej
Człowiek bez imienia zaczął używać lewej ręki do wszystkiego oprócz strzelania, dzięki czemu zyskał przydomek „Manco” (hiszp. jednoręki). Zaczął ścigać El Indio, zbiegłego z więzienia szefa bandytów z wysoką ceną na głowę.
Wkrótce dotarł do El Paso, gdzie spotkał innego łowcę nagród pułkownika Douglasa Mortimera, również ścigającego El Indio. Początkowo wrogo do siebie nastawieni, po pewnym czasie obaj łowcy zorientowali się, że pojedynczo nie mają szans w starciu z El Indio, więc zdecydowali się połączyć siły. Mortimer przekonał Manco, aby dołączył do gangu Indio, aby „dopaść go między dwoma pożarami”. Monco pozwolono następnie dołączyć do gangu Indio, uwalniając jego przyjaciela, Sancho Pereza z więzienia.
Został wysłany wraz z trzema innymi do Santa Cruz, aby obrabować bank. Tam Monco zabił pozostałych mężczyzn i wysłał fałszywy alarm do El Paso, aby wezwać tamtejszego szeryfa. W drodze do kryjówki Manco zostaje postrzelony przez Mortimera, by rozwiać ewentualne podejrzenia El Indio. Kiedy Manco wrócił do El Indio sam, ten zaakceptował jego relację z wydarzeń, które miały miejsce, pomimo podejrzeń jednego z członków jego gangu Groggy’ego.
Gang ze zdobycznym sejfem-komodą udał się do miasteczka Agua Caliente, gdzie zamierzał ukryć się przed pogonią. Tam spotkali Mortimera, który wyzwany na pojedynek przez „Garbusa” Wilda zabił go i zaoferował El Indio swoją pomoc przy otwarciu sejfu. Podczas najbliższej nocy Manco i Mortimer zabierają pieniądze z sejfu i próbują uciec, jednak zostają schwytani i zdemaskowani przez bandytów. Po solidnym pobiciu El Indio rozkazuje ich związać, a następnej nocy pozwala im zbiec. Równocześnie wysyła za nimi w pogoń swoich ludzi.
Manco i Mortimer rozprawiają się kolejno ze ścigającymi ich kryminalistami postanawiają wrócić po pozostałych. Mortimer poprosił towarzysza, by pozwolił mu osobiście zastrzelić El Indio. Gdy w końcu spotykają się z El Indio i Groggym, Mortimer rani tego drugiego, jednak jego rewolwer został wytrącony celnym strzałem przez El Indio, który zamierzał go zabić w nierównym pojedynku. Mortimera z opresji ratuje Manco, wręczający mu własny pas z rewolwerem. Mortimer zabił El Indio, wyjawiając że pomścił w ten sposób swoją siostrę, która popełniła samobójstwo, by nie zostać zgwałconą przez El Indio.
Czując się usatysfakcjonowany pomszczeniem zmarłej siostry, Mortimer zostawił cały łup – włączając w to ciała wszystkich bandytów, za których wyznaczono duże nagrody – dla Manco, po czym odjeżdża. Przed liczeniem trupów Manco w ostatniej chwili zabija chcącego go zabić wciąż żywego Groggy’ego.

### Dobry zły i brzydki
W czasie wojny secesyjnej Człowiek bez imienia nawiązał współpracę z bandytą Tuco Ramírezem, który nazywał go „Blondynem”. Ich związek polegał na tym, że Blondyn brał nagrodę za głowę poszukiwanego Tuco, a następnie ratował go tuż przed tym, jak miał zostać stracony za swoje zbrodnie, dzielił się nagrodą. W końcu sądząc, że cena za Tuco nie wzrośnie, porzucił go na pustyni.
Wiedziony zemstą Tuco wytropił Blondyna, który zamierzając pozyskać kolejną osobę do współpracy, celował w sznur, na którym wisi inny bandyta. Tuco zmusił go do wyczerpującego marszu przez pustynię, nie dając mu pożywienia ani wody. Obaj dotarli do uciekającego powozu, w którym znajdował się bliski śmierci Bill Carson, który poinformował Tuco o cmentarzu Sad Hill, na którym ukryto skrzynię ze złotem konfederackim. Gdy Tuco poszedł po wodę dla Carsona, umierający mężczyzna powiedział odwodnionemu Blondynowi, że złoto zostało pochowane w grobie z napisem „Nieznany” obok Archa Stantona. Carson następnie zmarł, a Blondyn powiedziała Tuco, że wie, gdzie jest pochowane złoto, motywując w ten sposób Tuco, aby pozwolił mu żyć, zabierając go na pobliskiego klasztoru, aby odzyskać zdrowie.
Po wyzdrowieniu Blondyna obaj opuścili misję w mundurach Konfederacji z powozu Carsona. Obaj spotkali jednak żołnierzy Unii i zostali zabrani do obozu jenieckiego. W obozie Tuco został poddany torturom przez najemnika Angel Eyesa, który był sierżantem Unii, ujawniając mu nazwę cmentarza i że Blondyn wie, gdzie pochowano złoto. To skłoniło Angel Eyes do nawiązania współpracy z Blondynem, zgadzając się na połowę fortuny.
Blondyn znalazł Tuco w pobliskim opuszczonym miasteczku i postanowił wznowić współpracę i zabiła ludzi Angel Eyesa. Blondyn i Tuco znaleźli drogę do okolic cmentarza, które były areną zaciętych walk między żołnierzami Unii a Konfederatami o most nad rzeką. Obaj „zaciągnęli się” do armii Unii i postanowili na prośbę kapitana Unii zniszczyć most, rozpraszając obie strony konfliktu, aby dotrzeć na cmentarz. Podczas przygotowania materiałów wybuchowych Blondyn i Tuco postanowili ujawnić swoją wiedzę na temat ukrytego złota na wypadek śmierci jednego z nich. Tuco wyjawił, że złoto zostało pochowane na cmentarzu Sad Hill, podczas gdy Blondie skłamał, mówiąc, że złoto zostało pochowane w grobie Archa Stantona.
Po zniszczeniu mostu Blondyn opiekował się umierającym żołnierzem, nocą Tuco ukradł mu konia i udał się na cmentarz, próbując zgarnąć złoto dla siebie. Blondyn wkrótce dotarł na cmentarz, zachęcając Tuco do dalszego kopania, a wkrótce dołączył do nich Angel Eyes. Blondie ujawnił, że skłamał na temat położenia złota i zapisując właściwe położenie ns kamieniu zaproponował pojedynek, w którym zwycięzca będzie otrzyma wiedzę n. złota.
W pojedynku trzech rewolwerowców Blondyn zastrzelił Angel Eyesa i wyjawił, że rozbroił poprzedniej nocy Tuco. Okazuje się, że na kamieniu nic nie zostało napisane, w związku z czym obaj towarzysze odkopują grób bez nazwiska. Tuco wykopał złoto, ale znalazł się na końcu pistoletu Blondyna. Blondyn zmusił Tuco do wejścia na szafot i stanięcia na niepewnym grobie. Wziął swoją część złota, strzelił do liny i odjechał na dobre od Tuco.

## Koncepcja i stworzenie
Za garść dolarów została bezpośrednio zaadaptowana z Straży przybocznej Akiry Kurosawy z 1961 roku. Główny bohater Straży przybocznej, rōnin grany przez Toshirō Mifune, nosi uderzające podobieństwo do postaci Eastwooda: obaj są cichymi, gburowatymi, ekscentrycznymi obcymi, jednak z silnym, niekonwencjonalnym poczuciem sprawiedliwości i niezwykłej znajomości z konkretną bronią (w przypadku Mifune jest katana; a Eastwooda rewolwer).
Podobnie jak postać Eastwooda, rōnin Mifune jest bezimienną. Po naciskach podaje wymyślony na poczekaniu pseudonim Sanjūrō Kuwabatake (oznaczający „trzydziestoletnie pole morwy”), odnoszący się do jego wieku i czegoś, co widzi przez okno. Konwencja ukrywania rąk postaci przed wzrokiem jest również wspólna, a postać Mifune zwykle nosi ręce w kimonie, pozostawiając puste rękawy. Przed przystąpieniem do Za garść dolarów Eastwood obejrzał film Kurosawy i był pod wrażeniem postaci. Podczas kręcenia nie naśladował występu Mifune poza tym, co było już w scenariuszu. Nalegał również, aby usunąć część dialogu z oryginalnego scenariusza, czyniąc postać bardziej cichą, a tym samym dodając jej tajemnicy. W miarę postępu trylogii postać stała się jeszcze bardziej cicha i stoicka.

## Rzeczywiste imiona lub pseudonimy
- W Za garść dolarów jest on nazywany „Joe” przez grabarza Piripero, a Eastwood jest w napisach końcowych oznaczony jako „Joe”.
- W Za kilka dolarów więcej nazywa się „Manco” (po hiszpańsku „jednoręki”; w oryginalnej wersji włoskiej nazywa się „il Monco”, dialektalne wyrażenie oznaczające „jednoręki”), ponieważ robi wszystko lewą ręką, z wyjątkiem strzelania.
- W Dobrym, złym i brzydkim Tuco nazywa go „Blondyn” („il Biondo”, co po włosku znaczy „blond”) ze względu na jasne włosy. Jest także „Dobrem”, od którego film otrzymuje swoją nazwę.
- W serii książek Dollar znany jest również jako „Łowca”, „Zabójca z nagród”, „pan Nagła śmierć”, „Bezimienny”, „Bez imienia” i „Señor Ninguno” (lub jego dosłowne tłumaczenie „Pan Nikt”).

## Literatura
Popularność bohatera zaowocowała serią książkowych spin-offów, nazwanych serią Dollar ze względu na wspólny temat w ich tytułach:
- Fistful of Dollars, nowelizacja autorstwa Franka Chandlera
- Za kilka dolarów więcej, nowelizacja autorstwa Joe Millarda
- Dobra, zły i brzydki, nowelizacja autorstwa Joe Millarda
- A Coffin Full of Dollars autorstwa Joe Millarda
- A Dollar to Die For autorstwa Briana Foxa
- The Devil’s Dollar Sign autorstwa Joe Millarda
- The Million-Dollar Bloodhunt autorstwa Joe Millarda
- Blood For Dirty Dollar autorstwa Joe Millarda

Powieści Dollar dostarczają również pewnych szczegółów z życia:
- W A Coffin Full of Dollars ujawniono, że gdy Człowiek bez Imienia był młody, pracował na ranczu, gdzie był ciągle prześladowany przez starszego współpracownika imieniem Carvell. Problemy ostatecznie doprowadziły do strzelaniny między nimi, a Carvell został zabity; jednak badanie ciała Carvella ujawniło bliznę, która zidentyfikowała go jako Monka Carvera, poszukiwanego mężczyznę z nagrodą w wysokości tysiąca dolarów. Po porównaniu otrzymanej nagrody z 10-miesięczną wypłatą za ranczo młody handlarz postanowił zmienić swoje życie i zostać łowcą nagród.
- W The Devil’s Dollar Sign powód, dla którego Człowiek bez imienia jest „samotnym wilkiem”, okazuje się niefortunnym incydentem w jego wczesnej karierze łowcy nagród: nawiązał współpracę z człowiekiem znanym jako „Chory na nogi” Feebly, który jak okazało się, ma poważny fetysz obuwia damskiego, a pewnego wieczoru przyszedł mu na myśl Człowiek bez imienia, oddając się temu fetyszowi. Po tym Człowiek bez imienia postanowił nigdy więcej nie mieć partnera.

W lipcu 2007 roku amerykańskie wydawnictwo komiksowe Dynamite Entertainment ogłosiło, że zacznie wydawać komiks z udziałem Człowieka bez Imienia. Komiks, którego akcja rozgrywa się po wydarzeniach Dobrego, złego i brzydkiego, napisał Christos Gage. Dynamite nazywa go „Blondynem”, przydomkiem, którego używa dla niego Tuco w Dobrym, złych i brzydkim. Pierwszy numer ukazał się w marcu 2008 roku pt. The Man with No Name: The Good, The Bad, and The Uglier. Luke Lieberman i Matt Wolpert przejęli pisanie w numerach 7-11. Początkowo Chuck Dixon miał przejąć obowiązki pisarskie z numerem 12., ale Dynamite zakończyło serię i zdecydował się wykorzystać historię Dixona do nowej serii zatytułowanej Dobry, Zły i Brzydki. Nowa seria nie była adaptacją filmu, pomimo tego samego tytułu. Po wydaniu ośmiu numerów Dynamite porzuciło serię.

## Odniesienia w kulturze popularnej
- Film telewizyjny z 1998 roku o nazwie Dolar za martwego został reklamowany jako „hołd dla Sergio Leone”. Emilio Estevez występuje jako bezimienny rewolwerowiec podobny do Człowieka bez imienia.
- Jotaro Kujo, bohater trzeciej części mangi JoJo no kimyō na bōken, „ Stardust Crusaders ”, został zainspirowany Człowiekiem bez imienia. Hirohiko Araki spotkał Eastwooda w 2012 roku w ramach obchodów 25-lecia mangi i przedstawił mu oryginalną ilustrację Jotaro Kujo w ramce; w zamian Eastwood odtworzył jedną z charakterystycznych pozycji postaci[10].
- Boba Fett, antagonista z Gwiezdnych wojen, według grającego go Jeremy’ego Bullocha, był oparty na „Człowieku bez imienia”, od maniery po zielonkawą zbroję o tym samym kolorze co ponczo Człowieka bez imienia[11].
- Trylogia Powrót do przyszłości notorycznie odwołuje się do Eastwooda przedstawiającego Człowieka bez imienia, szczególnie w trzecim filmie, w którym w 1885 roku Marty McFly inspiruje się Eastwoodem (również używając imienia aktora jako pseudonimu), zwłaszcza podczas strzelaniny przeciwko Bufordowi „Mad Dog” Tannenowi, w której Marty naśladuje słynną scenę z kuloodporną kamizelką z Za garść dolarów .
- Vincent Canby z filmu blaxploitation Boss Nigger jest parodią Człowieka bez imienia.
- Roland Deschain, główny bohater serii książek Mroczna wieża Stephena Kinga, jest mocno inspirowany Człowiekiem bez imienia. W Mrocznej Wieży VI: Pieśni Susannah, King, który pojawia się jako postać w książce, dokonuje porównania, gdy nazywa Rolanda „fantastyczną wersją Clinta Eastwooda”[12].
- Animowany western Rango z 2011 roku wielokrotnie wspomina postać o imieniu „Duch Zachodu”, rodzaj mitycznej postaci wśród mieszkańców miasta Dirt, który prowadzi „wagon alabastrowy”, chroniony przez „złotych strażników”. W trakcie filmu tytułowa postać spotyka Ducha (dubbingowanego przez Timothy’ego Olyphanta), który wydaje się być albo Eastwoodem lub Człowiek bez imienia (choć nie jest to wyraźnie określone), z powozem będącym wózkiem golfowym, a strażnicy są statuetkami podobnymi do Oscarów[13].
- W odcinku Nowych przygód Kubusia Puchatka pt. The Good, the Bad, and the Tigger Tygrys nazywa siebie jako „Tygrys bez imienia”, zaś Kubuś jako „Puchatek z imieniem”[14].
- W teledysku Prince Charming Adam and the Ants, Eastwood jako Człowiek bez imienia, jest jedną z czterech postaci (wraz z Alice Cooperem, Rudolphem Valentino jako szejkiem Ahmedem ben Hassanem i Marlonem Brando jako Vito Corleone), którą wciela się Adam Ant[15].
- Syn Eastwooda, Scott przebrał za Człowieka bez Imienia na halloweenową imprezę charytatywną w 2016 roku[16].
- W odcinku Gumisiów pt. For A Few Sovereigns More wynajęty przez Ightorna najemnik Flint Shrubwood jest parodią zarówno Człowieka bez Imienia jak i Clinta Eastwooda, zaś tytuł odcinku nawiązuje do angielskiego tytułu Za kilka dolarów więcej[17].
- W odcinku Strażników czasu pt. Billy The Baby Człowieka bez imienia jest szeryfem ścigającym strażników czasu uczących Billy Kida bycia bandytą[18].
- W odcinku Maski pt. Baby’s Wild Ride i Broadway Malady Maska przez moment przemienia się Człowieka bez Imienia[19][20].
- Część fabuły komiksu Il tesoro di Sierra Leone parodiuje Dobrego, złego i brzydkiego, zaś Sknerus po dotarciu Sierra Leone zakłada ponczo upodabniając się do Człowieka bez imienia[21].